# Церква Святого Великомученика Юрія Переможця (Заставче)
Церква Святого Великомученика Юрія Переможця в Заставчому — парафія і храм Підгаєцького благочиння Тернопільської єпархії Православної церкви України в селі Заставче Тернопільського району Тернопільської области.
Оголошена пам'яткою архітектури місцевого значення.

## Історія церкви
Село Заставне завжди належало до Завалівської парафії, оскільки їх розділяє річка Золота Липа. Спочатку жителі відвідували храм у селі Завалів, але у 1873 році збудували власну капличку на честь святого великомученика Юрія Переможця.
У капличці проводили богослужіння чотири рази на рік: на Собор Пресвятої Богородиці (8 січня), у Світлий Понеділок, у день пам'яті святого великомученика Юрія Переможця та в день Святого Духа.
За радянської влади капличку закрили, а у 1976 році в ній розмістився музей.
У грудні 1989 року завдяки зусиллям жителів села та настоятеля о. Івана Рутковського церкву знову відкрили для богослужінь.
У 1999 році відновили та оздобили дзвіницю.
У 2008 році провели зовнішній ремонт, основним спонсором якого був Степан Лаба.
У 2009 році іконостас був оздоблений та доповнений за кошти Анастасії Ситник.

## Парохи
- о. Еледорій Герасимович,
- о. Димитрій Гузар,
- о. Деонізій Коцюба,
- о. Іван Метельський,
- о. Остап Комарннцький,
- о. Іван Рутковський,
- о. Михайло Демида (з ?).